# 唐湊停留場
唐湊停留場（日语：／ Toso teiryūjō */?），又稱唐湊電車站，是位於鹿兒島縣鹿兒島市郡元一丁目，鹿兒島市交通局（鹿兒島市電）唐湊線的電車站。車站編號為N16。

## 歷史
- 1957年（昭和32年）3月29日 - 鹿兒島市交通局設置此站。

## 電車站構造
此電車站設有2面2線的相對式低地台月台。兩月台不可讓輪椅人士和電動輪椅人士上落。此站是無人車站，不可於站內購買車票。

### 運行系統
此電車站是唐湊線電車站之一。■2系統會駛入此站。

## 使用狀況
| 1日上下車人次變化 | 1日上下車人次變化 |
| 年度              | 1日平均人次       |
| ----------------- | ----------------- |
| 2011年            | 408               |
| 2012年            | 399               |
| 2013年            | 423               |
| 2014年            | 439               |
| 2015年            | 466               |

## 電車站周邊
- 鹿兒島大學農學系、共同獸醫系

## 相鄰電車站
鹿兒島市交通局
鹿兒島市電■2系統
神田（交通局前）（N15）－唐湊（N16）－工學部前（N17）

## 注腳
1. ↑  国土数値情報(駅別乗降客数データ)  （页面存档备份，存于）（日語） - 國土交通省，2018年12月10日參閲

## 外部連結
- 鹿兒島市交通局 （页面存档备份，存于）（日語）